# Mesoprionus lesnei
Mesoprionus lesnei là một loài bọ cánh cứng trong họ Cerambycidae.